# Aldebert II de Grasse
Aldebert II de Grasse est un prélat français, évêque d'Antibes de 1089 à 1093.